# Neobični slučaj Bendžamina Batona (film)
Neobični slučaj Bendžamina Batona (engl. The Curious Case Of Benjamin Button) je film iz 2008. inspirisan klasičnom pričom F. Skota Ficdžeralda iz 1920-ih godina o čoveku koji se rodio kao starac i godinama postaje sve mlađi i mlađi. Film je režirao Dejvid Finčer, a u glavnim su ulogama Bred Pit i Kejt Blančet.
Film je prikazan u Severnoj Americi 25. decembra 2008. godine i doživeo je pozitivne kritike. Film je imao trinaest nominacija za Oskara, uključujući Oskara za najbolji film, za najboljeg režisera za Finčera, za najboljeg glumca za Bred Pita i za najbolju sporednu glumicu za Taraji Penda Henson, a osvojio je tri Oskara i to za Oskara za najbolju scenografiju, za najbolju šminku i za najbolje vizuelne efekte.

## Radnja
U avgustu 2005. godine, starija žena Dejsi Fuler nalazi se na smrtnoj postelji u bolnici u Nju Orleansu, dok se približava uragan Katrina. Ona govori svojoj ćerki Karolini o železničkoj stanici izgrađenoj 1918. godine i slepom proizvođaču satova, gospodinu Gejtou, koji je bio angažovan da napravi sat za tu stanicu. Kada je sat otkriven na stanici, javnost je bila iznenađena videći kako sat radi unazad. Gospodin Gejtou je izjavio da je napravio taj sat kao spomen, tako da bi momci koje su izgubili u ratu, uključujući i njegovog sina, mogli ponovo da dođu kući i da žive punim životima. Gospodin Gejtou više nije viđen. Dejsi tada traži od Karoline da čita naglas Dnevnika Bendžaminaa Batona.
Dana 11. novembra 1918. godine uveče se rađa dečak koji izgledom i neprilikama liči na starijeg čoveka. Nakon što bebina majka, Karolina, umre tokom porođaja, otac Tomas Baton napušta novorođenče i ostavlja ga na tremu staračkog doma. Kvini i gospodin "Tizi" Vedrs pronalaze bebu, a Kvini odlučuje da ga odgaja kao svog, dajući mu ime Bendžamin.
Bendžamin je naučio da hoda 1925. godine, tako što je koristio štake umesto invalidskih kolica. Na Dan zahvalnosti 1930. godine, Bendžamin upoznaje sedmogodišnju Dejsi, čija baka živi u staračkom domu. On i Dejsi postaju dobri prijatelji. Kasnije kreće da radi na remorkeru kapetana Majka Klarka. Bendžamin upoznaje Tomasa koji mu ne otkriva da je on Bendžaminov otac. U jesen 1936. godine Bendžamin napušta Nju Orleans zbog dugogodišnjeg radnog angažovanja na brodu. Dejsi je kasnije primljena u plesno društvo u Njujorku kod koreografa Džordža Balančina.
1941. godine Bendžamin se nalazi u Murmansku, gde započinje aferu sa Elizabet Abot, suprugom britanskog ministra trgovine. Tog decembra Japan napada Pearl Harbor, čime Sjedinjene Američke Države ulaze u Drugi svetski rat. Majk dobrovoljno daje svoj remorker američkoj mornarici; i posada je raspoređena na spasilačke dužnosti. Tokom patrole, remorker nalazi na potonuli američki transporter i tela mnogih američkih trupa. Pojavljuje se i Nemački brod nasuprot njih. Majk usmerava remorker punom brzinom prema njemu, dok nemački brod puca na remorker, usmrtivši većinu posade, uključujući i Majka. Remorker udara u podmornicu, prouzrokujući da eksplodira, i time su potonula oba plovila. Bendžamina i još jednog člana posade spasili su američki brodovi sledećeg dana.
U maju 1945. godine, Bendžamin se vraća u Nju Orleans i ponovno se združuje s Kvini i saznaje da je "Tizi" umrla. Nekoliko nedelja kasnije, on se ponovno viđa sa Dejsi i izlaze na večeru. Nakon što ga nije uspela da ga zavede, ona odlazi. Kasnije se Bendžamin ponovno viđa sa smrtno bolesnim Tomasom koji mu otkriva da je njegov otac i ostavlja Bendžaminu svoju kompaniju dugmadi i svoje imanje.
1947. Bendžamin dolazi nenajavljeno da poseti Dejsi u Njujork, ali odlazi kada je video da se zaljubila u nekog drugog. 1954. godine, Dejsina plesna karijera se završava kada slomi nogu u automobilskoj nezgodi u Parizu. Kada ju je Bendžamin posetio, Dejsi je ostala zadivljena njegovim mladalačkim izgledom, ali, frustrirana zbog svojih povreda, ona mu govori da nestane iz njenog života.
1962. Dejsi se vraća u Nju Orleans i ponovno se sastaje sa Bendžaminom. Sada su iste fizičke starosti, zaljubljuju se i odlaze da zajedno jedre. Vraćaju se i saznaju da je Kvini umrla, a zatim kreću da žive zajedno. 1967. Dejsi, koja je otvorila baletski studio, govori Bendžaminu da je trudna; i rodila je devojčicu, Karolinu, u proleće 1968.godine. Verujući da ne može da bude pravi otac svojoj ćerki zbog obrnutog starenja, Bendžamin prodaje svoju imovinu, ostavljajući sve Dejsi i Karolini i napušta ih sledećeg proleća; i sam putuje tokom 1970-ih.
Bendžamin se vraća Dejsi 1980. godine. Sada ponovo udata, Dejsi  ga predstavlja mužu i ćerki kao porodičnog prijatelja. Dejsi  priznaje da je imao pravo da ode; drugačije ona ne bi ni mogla da se izbori sa tim. Kasnije ona posećuje Bendžamina u njegovom hotelu, gde opet dele strast, a zatim se još jednom razdvajaju.
1990. godine udovicu Dejsi kontaktiraju socijalne radnice koje su pronašle Bendžamina - koji je sada fizički u dobu pre tinejdžerskog perioda. Kad je stigla, objašnjavaju joj da je živeo u ukletoj zgradi i da je doveden u bolnicu u lošem fizičkom stanju, te da su njeno ime pronašli u njegovom dnevniku. Socijalni radnici izjavljuju da pokazuje rane znakove demencije. Dejsi se preselila u starački dom 1997. godine i od tada se brine o Bendžaminu do kraja života.
Dejsi govori da je 2002. godine sat gospodina Gejtoa zamenjen digitalnim satom koji je radio normalno. U proleće 2003. godine, Bendžamin umire u Dejsinom naručju, fizički kao novorođenče, ali hronološki sa 84 godine. Nakon što je konačno otkrila priču o Karolininom ocu, Dejsi umire kako se približavao uragan Katrina.
Bendžamin ima monolog o tome zašto su ljudi dovedeni na ovaj svet, dok su montirani najznačajniji ljude tokom njegovog života. Film se završava alarmima koji zavijaju dok Katrina preplavljuje skladište u kojem se nalazi sat gospodina Gejtoa, koji nastavlja da otkucava unazad.

## Uloge
| Глумац                      | Улога                                                    |
| --------------------------- | -------------------------------------------------------- |
| Bred Pit                    | Bendžamin Baton (odrasla osoba), Karolinin biološki otac |
| Robert Tauers               | Bendžamin Baton (naizgled odrasla osoba)                 |
| Piter Donald Badalamenti II | Bendžamin Baton (naizgled odrasla osoba)                 |
| Tom Everet                  | Bendžamin Baton (naizgled odrasla osoba)                 |
| Spenser Danijels            | Bendžamin Baton (oko 12 godina)                          |
| Čandler Kenterberijski      | Bendžamin Baton (oko 8 godina)                           |
| Čarls Henri Vajson          | Bendžamin Baton (oko 6 godina)                           |
| Kejt Blančet                | Dejsi Fuler (odrasla)                                    |
| El Faning                   | Dejsi Fuler (oko 7 godina)                               |
| Madizen Biti                | Dejsi Fuler (oko 10 godina)                              |
| Taraji Penda Henson         | Kvini                                                    |
| Džulija Ormond              | Karolin Fuler (odrasla), ćerka Bendžamina i Dejsi        |
| Kata Huls                   | Karolin Fuler (oko 12 godina)                            |
| Šilo Džoli Pit              | Karolin Fuler (oko 2 godine)                             |
| Džejson Fleming             | Tomas Baton, Bendžaminov otac                            |
| Elajas Koteas               | Gospodin Gejtou                                          |
| Tilda Svinton               | Elizabet Abot                                            |
| Maheršala Ali               | Tizi Vedrs                                               |
| Džared Haris                | Kapetan Majk Klark                                       |
| Fon Čejmbers                | Doroti Bejkr                                             |
| Ed Mecger                   | Teodor Ruzvelt                                           |
| Filis Samervil              | Baka Fuler                                               |
| Idit Ajvi                   | Gospođa Mejpl                                            |
| Džoš Stjuart                | Kertis                                                   |
| Dejvid Ros Paterson         | Volter Abot                                              |
| Bjanka Kiminelo             | Dejsina prijateljica                                     |
| Rampaj Mohadi               | Ngunda Oti                                               |
| Lens E. Nikols              | Propovednik                                              |

## Kasting
Maja 2005. glumci Bred Pit i Kejt Blančet krenuli su u pregovore za glavne glumce u filmu. U septembru 2006. godine, i glumci Tilda Svinton, Džejson Fleming i Taraji P. Henson ušli su u pregovore za igranje u filmu. Sledećeg oktobra, kada je trebalo da počne snimanje, glumica Džulija Ormond dobila je ulogu Dejsine ćerke, kome lik Kejt Blančet priča priču o njenoj ljubavi prema Bendžaminu Batonu. Bred Pit je sarađivao sa mnogim kolegama iz ovog filma u prethodnim filmovima. Glumio je sa  Ormondom u Legenda o jeseni, sa Flemingom u Sneču, s Harisom u Igraj svoju igru 2, sa Blančet u Vavilonu i sa Svintonom u Spaliti nakon čitanja.

## Snimanje
Izabran je Nju Orleans, u Luizijani i okolno područje kao mesto snimanja priče kako bi se iskoristili državni podsticaji za produkciju, a snimanje je trebalo da počne u oktobru 2006. godine. Snimanjem u Luizijani i korišćenjem državnog filmskog podsticaja, produkcija je dobila 27 miliona dolara, koji su bili iskorišćeni za finansiranje značajnog dela budžeta filma koji je iznosio 167 miliona dolara. nimanje filma Bendžamin Baton počelo je 6. novembra 2006. godine u Nju Orleansu. U januaru 2007. Blančetova se pridružila snimanju. U martu 2007. snimanje se nastavilo u Los Anđelesu i trajalo je još dva meseca. Dodatno vreme je bilo potrebno za vizuelne efekte metamorfoze lika Bred Pita. Kompletno snimanje filma je završeno u septembru 2007. godine.

## Muzika
Muziku za film je napisao francuski kompozitor Alekandre Desplat, koji je svoju partituru snimio u Holivudskom studiu Simphoni.

## Projekcija filma
„Neobični slučaj Bendžamina Batona” je prvobitno bio planiran za pozorišnu projekciju u maju 2008. godine ali je pomeren na 26. novembar 2008. godine. Datum je ponovo pomeren na 25. decembar u SAD-u, 16. januar 2009. u Meksiku, 6. februar u Velikoj Britaniji i 13. februar u Italiji i 27. februar u Južnoj Africi.

### Prodaja
Na dan premijere, film je bio drugi na listi, odmah iza filma Marli i ja, u Severnoj Americi sa 11,871,831 dolara u 2988 bioskopa sa prosekom od zarađenih 3,973 dolara. Međutim, tokom premijere celog vikenda, film se spustio na treću poziciju iza filmova „Marli i ja” i „Priče za laku noć”, sa 26.853.816 dolara u 2.988 bioskopa sa prosekom od 8.987 dolara. Film je dostigao zaradu oko 127,5 miliona dolara na domaćem i 206,4 miliona dolara na inostranim tržištima, sa ukupnim bruto iznosom od 333,9 miliona dolara.

### Domaći mediji
Film je objavljen na DVD-u 5. maja 2009. godine od strane Paramounta, i na Blu-rej DVD-u i na dva diska DVD-a, koji uključuje preko tri sata specijalnih izdanja i dokumentarni film o nastanku filma.
Od 1. novembra 2009. ukupno je prodato 2.515.722 DVD primeraka i ostvareno je 41,196,515 dolara prihoda od prodaje.

## Pohvale i nagrade

### Nagrade
Na dodeli nagrada za Oskara, film je dobio Oskara u tri kategorije: najbolja scenografija, najbolja šminka i frizura i za najbolje vizuelne efekte.
Takođe je nominovan u deset drugih kategorija: 
- za najbolji film,
- za najboljeg glavnog glumca,
- za najbolju sporednu glumicu,
- za najboljeg režisera,
- za originalni scenario,
- za adaptirani scenario,
- za najbolju fotografiju
- za najbolju montažu,
- za najbolju kostimografiju,
- za originalnu muziku,
- za montažu zvuka
- za najbolju originalnu muziku

Taraji P. Henson dobila je nagradu za najbolju glumicu na BET nagradama za svoju ulogu u filmu, zajedno sa dve druge uloge u filmovima „Teško lomljiv“ i „Porodica koja se moli“.
Film je osvojio sve četiri nagrade za koje je bio nominovan na 7. Nagradama društva za vizuelne efekte.

### Pohvale
| Nagrada                                                 | Kategorija                                                                                             | Dobitnik                                                             | Rezultat   | Ref           |
| ------------------------------------------------------- | --- | -------------------------------------------------------------------- | ---------- | ------------- |
| 81. dodela Oskara                                       | Oskar za najboji film                                                                                  | Ketlin Kenedi, Frenk Maršal and Kin Čafin                            | Номинација | [ 20 ]        |
| 81. dodela Oskara                                       | Oskar za najboljeg režisera                                                                            | Dejvid Finčer                                                        | Номинација | [ 20 ]        |
| 81. dodela Oskara                                       | Oskar za najboljeg glumca u glavnoj ulozi                                                              | Bred Pit                                                             | Номинација | [ 20 ]        |
| 81. dodela Oskara                                       | Oskar za najbolju glumicu u sporednoj ulozi                                                            | Taraji Penda Henson                                                  | Номинација | [ 20 ]        |
| 81. dodela Oskara                                       | Oskar za najbolji adaptirani scenario                                                                  | Erik Rot i Robin Svikord                                             | Номинација | [ 20 ]        |
| 81. dodela Oskara                                       | Oskar za najbolju montažu                                                                              | Kirk Bakster and Angus Vol                                           | Номинација | [ 20 ]        |
| 81. dodela Oskara                                       | Oskar za najbolju fotografiju                                                                          | Klaudio Miranda                                                      | Номинација | [ 20 ]        |
| 81. dodela Oskara                                       | Oskar za najbolju scenografiju                                                                         | Umetničko usmerenje: Donald Grejam Bert; Postavka seta: Viktor Zolfo | Освојено   | [ 20 ]        |
| 81. dodela Oskara                                       | Oskar za najbolju kostimografiju                                                                       | Džeklin Vest                                                         | Номинација | [ 20 ]        |
| 81. dodela Oskara                                       | Oskar za najbolju šminku                                                                               | Greg Kanom                                                           | Освојено   | [ 20 ]        |
| 81. dodela Oskara                                       | Oskar za najbolju originalnu muziku                                                                    | Aleksandr Despla                                                     | Номинација | [ 20 ]        |
| 81. dodela Oskara                                       | Oskar za najbolje miksovanje zvuka                                                                     | David Parker, Majkl Semanik, Ren Klajs i Mark Vajngarten             | Номинација | [ 20 ]        |
| 81. dodela Oskara                                       | Oskar za najbolje vizualne efekte                                                                      | Erik Barba, Stiv Prig, Bert Dalton i Кrejg Baron                     | Освојено   | [ 20 ]        |
| Američko društvo kinematografije                        | Nagrada Američkog udruženja kinematografa za izuzetno dostignuće u kinematografiji u bioskopskom filmu | Кlaudio Miranda                                                      | Номинација | [ 21 ]        |
| Austino filmsko kritičko udruženje 2008                 | Najbolja sporedna glumica                                                                              | Taraji P. Henson                                                     | Освојено   | [ 22 ]        |
| 62. dodela Nagrade BAFTA                                | BAFTA za najbolji film                                                                                 | Кetlin Кenedi Frenk Maršal Кin Čafin                                 | Номинација | [ 23 ]        |
| 62. dodela Nagrade BAFTA                                | Nagrada BAFTA za najbolju režiju                                                                       | Dejvid Finčer                                                        | Номинација | [ 23 ]        |
| 62. dodela Nagrade BAFTA                                | Nagrada BAFTA za najbolji adaptirani scenario                                                          | Erik Rot                                                             | Номинација | [ 23 ]        |
| 62. dodela Nagrade BAFTA                                | BAFTA za najboljeg glumca u glavnoj ulozi                                                              | Bred Pit                                                             | Номинација | [ 23 ]        |
| 62. dodela Nagrade BAFTA                                | Nagrada BAFTA za najbolju šminku i frizuru                                                             | Žan En Blek Кolin Кalahan                                            | Освојено   | [ 23 ]        |
| 62. dodela Nagrade BAFTA                                | Nagrada BAFTA za najbolju kinematografiju                                                              | Klaudio Miranda                                                      | Номинација | [ 23 ]        |
| 62. dodela Nagrade BAFTA                                | Nagrada BAFTA za najbolju montažu                                                                      | Кirk Bakster Angus Vol                                               | Номинација | [ 23 ]        |
| 62. dodela Nagrade BAFTA                                | Nagrada BAFTA za najbolji produkcijski dizajn                                                          | Donald Grejam Bert Viktor Zolfo                                      | Освојено   | [ 23 ]        |
| 62. dodela Nagrade BAFTA                                | Nagrada BAFTA za najbolji kostimografski dizajn                                                        | Džeklin Vest                                                         | Номинација | [ 23 ]        |
| 62. dodela Nagrade BAFTA                                | Nagrada BAFTA za najbolju filmsku muziku                                                               | Aleksandr Despla                                                     | Номинација | [ 23 ]        |
| 62. dodela Nagrade BAFTA                                | Nagrada BAFTA za najbolje specijalne vizuelne efekte                                                   | Erik Barba Кrejg Baron Nejtan Makginis Edson Vilijams                | Освојено   | [ 23 ]        |
| 14. ceremonija Nagrade po izboru kritičara              | Nagrada Udruženja televizijskih filmskih kritičara za najbolji film                                    | Neobični slučaj Bendžamina Batona                                    | Номинација | [ 24 ]        |
| 14. ceremonija Nagrade po izboru kritičara              | Nagrada Udruženja televizijskih filmskih kritičara za najboljeg glumca u glavnoj ulozi                 | Bred Pit                                                             | Номинација | [ 24 ]        |
| 14. ceremonija Nagrade po izboru kritičara              | Nagrada Udruženja televizijskih filmskih kritičara za najbolju glumicu u glavnoj ulozi                 | Kejt Blančet                                                         | Номинација | [ 24 ]        |
| 14. ceremonija Nagrade po izboru kritičara              | Nagrada Udruženja televizijskih filmskih kritičara za najboljeg režisera                               | Dejvid Finčer                                                        | Номинација | [ 24 ]        |
| 14. ceremonija Nagrade po izboru kritičara              | Nagrada Udruženja televizijskih filmskih kritičara za najbolju glumicu u sporednoj ulozi               | Taraji P. Henson                                                     | Номинација | [ 24 ]        |
| 14. ceremonija Nagrade po izboru kritičara              | Nagrada Udruženja televizijskih filmskih kritičara za najbolju filmsku postavu                         | Neobični slučaj Bendžamina Batona                                    | Номинација | [ 24 ]        |
| 14. ceremonija Nagrade po izboru kritičara              | Nagrada Udruženja televizijskih filmskih kritičara za najbolji scenario                                | Erik Rot                                                             | Номинација | [ 24 ]        |
| 14. ceremonija Nagrade po izboru kritičara              | Nagrada Udruženja televizijskih filmskih kritičara za najboljeg kompozitora                            | Aleksandre Desplat                                                   | Номинација | [ 24 ]        |
| Udruženje filmskih kritičara u Čikagu                   | Udruženje filmskih kritičara u Čikagu za najbolji film                                                 | Neobični slučaj Bendžamina Batona                                    | Номинација |               |
| Udruženje filmskih kritičara u Čikagu                   | Udruženje filmskih kritičara u Čikagu za najboljeg režisera                                            | Dejvid Finčer                                                        | Номинација |               |
| Udruženje filmskih kritičara u Čikagu                   | Udruženje filmskih kritičara u Čikagu za najbolji adaptirani scenario                                  | Erik Rot                                                             | Номинација |               |
| Udruženje filmskih kritičara u Čikagu                   | Udruženje filmskih kritičara u Čikagu za najbolju kinematografiju                                      | Klaudio Miranda                                                      | Номинација |               |
| Udruženje filmskih kritičara u Čikagu                   | Udruženje filmskih kritičara u Čikagu za najbolju muziku                                               | Aleksandre Desplat                                                   | Номинација |               |
| Nagrada Udruženja režisera Amerike                      | Nagrada Američkog udruženja režisera za najbolju režiju                                                | Dejvid Finčer                                                        | Номинација |               |
| 66. ceremonija Nagrade Zlatni globus                    | Zlatni globus za najbolji igrani film (drama)                                                          | Neobični slučaj Bendžamina Batona                                    | Номинација | [ 25 ]        |
| 66. ceremonija Nagrade Zlatni globus                    | Zlatni globus za najboljeg glavnog glumca u igranom filmu (drama)                                      | Bred Pit                                                             | Номинација | [ 25 ]        |
| 66. ceremonija Nagrade Zlatni globus                    | Zlatni globus za najboljeg reditelja                                                                   | Dejvid Finčer                                                        | Номинација | [ 25 ]        |
| 66. ceremonija Nagrade Zlatni globus                    | Zlatni globus za najbolji scenario                                                                     | Erik Rot                                                             | Номинација | [ 25 ]        |
| 66. ceremonija Nagrade Zlatni globus                    | Zlatni globus za najbolju muziku                                                                       | Aleksandre Desplat                                                   | Номинација | [ 25 ]        |
| Nagrada društva filmskih kritičara iz Hjustona          | Najbolji film                                                                                          | Neobični slučaj Bendžamina Batona                                    | Освојено   |               |
| Nagrada društva filmskih kritičara iz Hjustona          | Najbolji režiser                                                                                       | Dejvid Finčer                                                        | Номинација |               |
| Nagrada društva filmskih kritičara iz Hjustona          | Najbolji glumac                                                                                        | Bred Pit                                                             | Номинација |               |
| Nagrada društva filmskih kritičara iz Hjustona          | Najbolja glumica                                                                                       | Kejt Blančet                                                         | Номинација |               |
| Nagrada društva filmskih kritičara iz Hjustona          | Najbolja sporedna glumica                                                                              | Taraji P. Henson                                                     | Номинација |               |
| Nagrada društva filmskih kritičara iz Hjustona          | Najbolji scenario                                                                                      | Erik Rot                                                             | Номинација |               |
| Nagrada društva filmskih kritičara iz Hjustona          | Najbolja kinematografija                                                                               | Klaudio Miranda                                                      | Освојено   |               |
| Nagrada društva filmskih kritičara iz Hjustona          | Najbolja muzika                                                                                        | Aleksandre Desplat                                                   | Номинација |               |
| Nagrade Društva filmskih kritičara u Las Vegasu         | Najbolja umetnička režija                                                                              | Neobični slučaj Bendžamina Batona                                    | Освојено   |               |
| Nagrade Društva filmskih kritičara u Las Vegasu         | Najbolja kinematografija                                                                               | Klaudio Miranda                                                      | Освојено   |               |
| Nagrade Društva filmskih kritičara u Las Vegasu         | Najbolji dizajn kostima                                                                                | Džeklin Vest                                                         | Освојено   |               |
| Londonski Krug kritičara                                | Najbolji film                                                                                          | Neobični slučaj Bendžamina Batona                                    | Номинација |               |
| Londonski Krug kritičara                                | Najbolji režiser godine                                                                                | Dejvid Finčer                                                        | Освојено   |               |
| Londonski Krug kritičara                                | Najbolja Britanska sporedna glumica godine                                                             | Tilda Swinton                                                        | Освојено   |               |
| Londonski Krug kritičara                                | Scenarista godine                                                                                      | Erik Rot                                                             | Номинација |               |
| MTV filmska nagrada 2009                                | MTV filmska nagrada za najbolju ulogu                                                                  | Taraji P. Henson                                                     | Номинација | [ 26 ]        |
| Nacionalni odbor za reviziju filmova                    | Nacionalni odbor za reviziju filmova: Top 10 filmova                                                   | Neobični slučaj Bendžamina Batona                                    | Освојено   | [ 24 ] [ 27 ] |
| Nacionalni odbor za reviziju filmova                    | Nacionalni odbor za reviziju filmova: najbolji režiser                                                 | Dejvid Finčer                                                        | Освојено   | [ 24 ] [ 27 ] |
| Nacionalni odbor za reviziju filmova                    | Nacionalni odbor za reviziju filmova: najbolji adaptirani scenario                                     | Erik Rot                                                             | Освојено   | [ 24 ] [ 27 ] |
| Nagrada Satelit                                         | Nagrada Satelit za najbolji adaptirani scenario                                                        | Erik Rot Robin Svikord                                               | Номинација |               |
| Nagrada Satelit                                         | Nagrada Satelit za najbolju umetničku režiju i dizajn produkcije                                       | Donald Grejam Bert Tom Reta                                          | Номинација |               |
| Nagrada Satelit                                         | Nagrada Satelit za najbolju kinematografiju                                                            | Klaudio Miranda                                                      | Номинација |               |
| Nagrada Satelit                                         | Nagrada Satelit za najbolju kostimografiju                                                             | Džeklin Vest                                                         | Номинација |               |
| Nagrada Saturn                                          | Nagrada Satur za najbolji film - fantazija                                                             | Neobični slučaj Bendžamina Batona                                    | Освојено   |               |
| Nagrada Saturn                                          | Nagrada Saturn za najbolju režiju                                                                      | Dejvid Finčer                                                        | Номинација |               |
| Nagrada Saturn                                          | Nagrada Saturn za najbolji scenarij                                                                    | Erik Rot                                                             | Номинација |               |
| Nagrada Saturn                                          | Nagrada Saturn za najboljeg glumca                                                                     | Bred Pit                                                             | Номинација |               |
| Nagrada Saturn                                          | Nagrada Saturn za najbolju glumicu                                                                     | Kejt Blančet                                                         | Номинација |               |
| Nagrada Saturn                                          | Nagrada Saturn za najbolju sporednu žensku ulogu                                                       | Tilda Svinton                                                        | Освојено   |               |
| Nagrada Saturn                                          | Nagrada Saturn za najbolju muziku                                                                      | Aleksandre Desplat                                                   | Номинација |               |
| Nagrada Saturn                                          | Nagrada Saturn za najbolju šminku                                                                      | Greg Кanom                                                           | Освојено   |               |
| Nagrada Saturn                                          | Nagrada Saturn za najbolje specijalne efekte                                                           | Neobični slučaj Bendžamina Batona                                    | Номинација |               |
| Nagrade Skrim                                           | Najbolji glumac - fantazija                                                                            | Bred Pit                                                             | Номинација |               |
| 15. ceremonija Nagrada Udruženja filmskih glumaca       | Nagrada Udruženja filmskih glumaca za najboljeg glumca u glavnoj ulozi                                 | Bred Pit                                                             | Номинација |               |
| 15. ceremonija Nagrada Udruženja filmskih glumaca       | Nagrada Udruženja filmskih glumaca za najbolju glumicu u sporednoj ulozi                               | Taraji P. Henson                                                     | Номинација |               |
| 15. ceremonija Nagrada Udruženja filmskih glumaca       | Nagrada Udruženja filmskih glumaca za najbolju filmsku postavu                                         | Neobični slučaj Bendžamina Batona                                    | Номинација |               |
| Nagrade udruženja kritičara filmske kritike u Sent Luis | Najbolji film                                                                                          | Neobični slučaj Bendžamina Batona                                    | Освојено   | [ 28 ]        |
| Кrug filmskih kritičara iz Vankuvera                    | Najbolji režiser                                                                                       | Dejvid Finčer                                                        | Освојено   | [ 29 ]        |
| 7. ceremonija Društva vizuelnih efekata                 | Izvanredni vizuelni efekti u pokretnoj slici vođenoj vizuelnim efektima                                | Erik Barba Edson Vilijans Nejtan Makginis Lisa Berud                 | Освојено   | [ 30 ]        |
| 7. ceremonija Društva vizuelnih efekata                 | Najbolji pojedinačni vizuelni efekat godine                                                            | Erik Barba Lisa Berud Stiv Prig Džonatan Lit                         | Освојено   | [ 30 ]        |
| 7. ceremonija Društva vizuelnih efekata                 | Izvanredan animirani lik u filmu sa aktivnom radnjom                                                   | Stiv Prig Matija Vitman Tom St. Amand Dejvid Maklin                  | Освојено   | [ 30 ]        |
| 7. ceremonija Društva vizuelnih efekata                 | Izvanredna kompozicija u igranoj filmskoj slici                                                        | Džanel Кrošov Pol Lambert Sonja Burčard Saradžejn Havelo             | Освојено   | [ 30 ]        |
| Udruženje filmskih kritičara iz Vašingtona 2008         | Najbolja umetnička režija                                                                              | Neobični slučaj Bendžamina Batona                                    | Освојено   |               |
| Nagrade Udruženja scenarista Amerike                    | Nagrade Udruženja scenarista Amerike za najbolji adaptirani scenario                                   | Erik Rot Robin Svikord                                               | Номинација |               |